# 逨盘
逨盘，或称西周逨盘，一件中国西周时期的青铜器，器形为四足附耳盘，于2003年1月19日在陕西省宝鸡市眉县常兴镇杨家村出土。该盘的盘底有21行372字的铭文，记载了单氏家族8代人辅佐西周12位周天子的历史，铭文印证了史籍中对周王世系的记载。通过铭文可知该盘的作器者名为“逨”，因而得名“逨盘”。该盘被中国国家文物局收录到了2013年8月19日发布《第三批禁止出境展览文物目录》中，属于禁止出境展览文物。该盘现收藏于宝鸡青铜器博物院。

## 发掘历史
2003年1月19日，陕西省宝鸡市眉县常兴镇杨家村的五位农民在该村北砖厂的北崖，据地面十多米的半坡上取土，约下午4点钟的时候，村民王拉乾在地上挖出了一个洞，透过洞口可以看到一片青光，王拉乾觉得像是墓葬中的棺材。而另一位村民王明贤仔细端详后认出是4个大铜鼎。五位村民商议后决定将此事保密，防止发生哄抢，并且派他们中间一个叫王宁贤的村民回家打电话通知相关部门。
随后，由陕西省考古研究所、宝鸡市考古队、眉县文化馆共同组建的联合考古队对该窖藏进行了发掘，窖藏中共发掘出土了27件青铜器，全部属于西周单氏家族所有，且全部都带有铭文。其中铭文字数最多的一件就是逨盘，共有21行372字。整个窖藏是一长方形竖穴连接一个大致呈圆形的龛，青铜器全部放置在龛内。窖藏青铜器铭文中出现的作器人“叔无父”、“单五父”、“单叔”都被认为同逨为同一人。另外，考古人员还对窖藏周围进行了调查、钻探和发掘，共发现了16座墓葬，1处车马坑，以及1处马坑。陕西眉县杨家村西周青铜器窖藏的发掘被评为了中国当年的考古十大发现。

## 形制纹饰
逨盘通高20.4厘米，口径53.6厘米，圈足直径41厘米，腹深10.4厘米，兽足高4.2厘米，重18.5千克。逨盘的器形为四足附耳盘，盘是一种盛水器，一般与匜配套使用，水由匜中倾倒而出，用以洗漱，最后由盘来承接。逨盘敛口，方唇，口沿宽平外折，浅腹，腹壁外弧斜，盘底近似为平面；有两个“U”型附耳，两耳之间有近乎圆雕的螺丝犄角状套环龙首，环为扁平的圆环；盘底之下是高圈足，圈足下附有四个兽足。腹和圈足上装饰有窃曲纹，两个附耳和衔环上装饰有重环纹。

## 铭文及释读

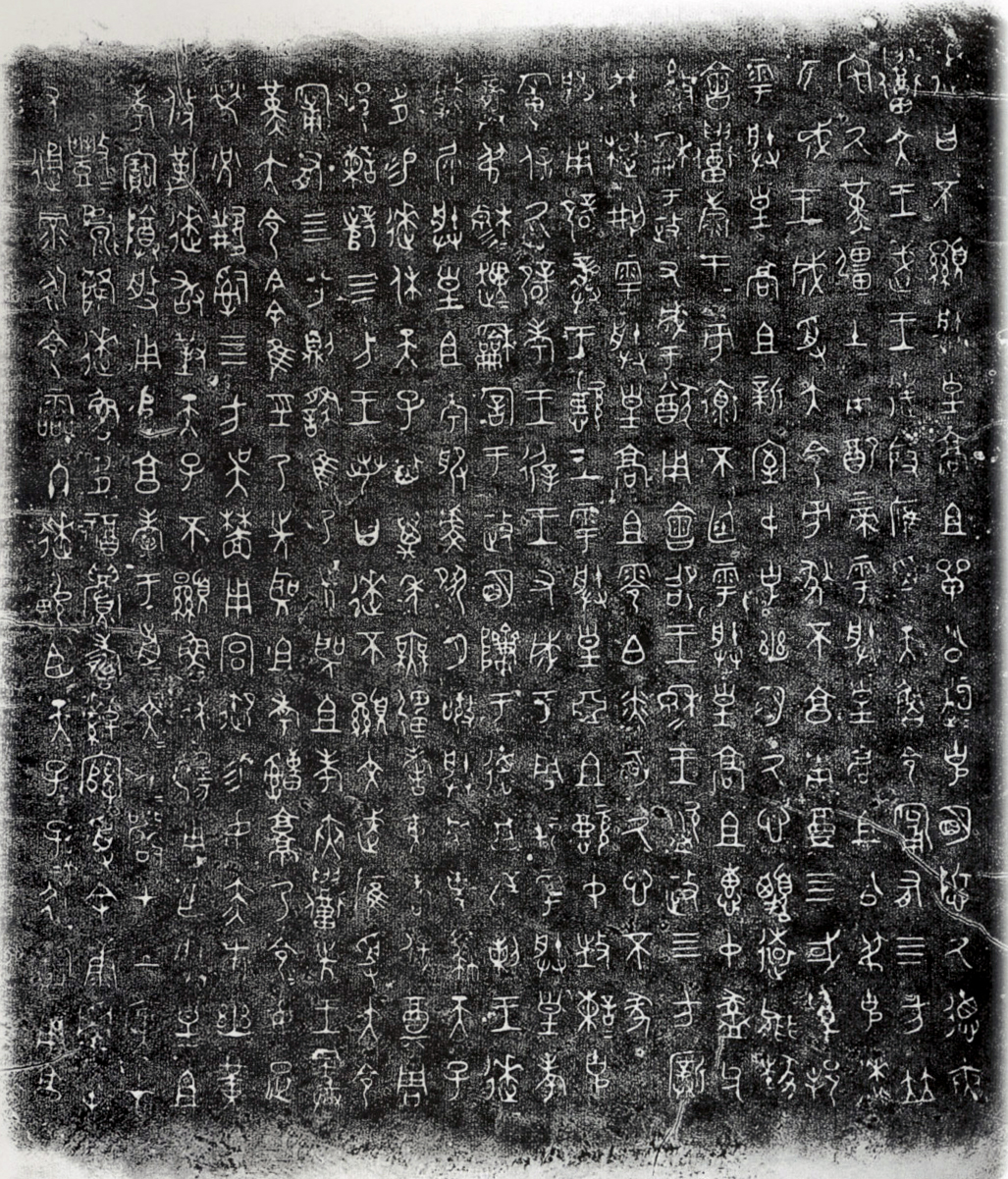
逨盤銘文拓片

逨盘的盘底有21行372字的铭文，包括12个重文符号和1个合体字，是所在青铜器窖藏中铭文字数最多的一件。虽然其铭文字数不及清代出土的毛公鼎，但它超过了1967年出土的墙盘成为了中华人民共和国1949年建国以后发掘的铭文最长的一件青铜器。逨盘盘底铭文记述了单氏家族从逨的先祖单公到逨本人共八代人的历史，历数了他们在辅佐周王时的作为，铭文中共提到十二位周王：文王、武王、成王、康王、昭王、穆王、共王、懿王、孝王、夷王、厉王以及当时的周天子宣王，印证了《史记·周本纪》的中对周天子世系的记载。
| 周天子 | 周天子       | 单氏家族     | 单氏家族 |
| ------ | ------------ | ------------ | -------- |
| 1      | 文王         | 单公         | 1        |
| 2      | 武王         | 单公         | 1        |
| 3      | 成王         | 公叔         | 2        |
| 4      | 康王         | 新室仲       | 3        |
| 5      | 邵王（昭王） | 惠仲盠父     | 4        |
| 6      | 穆王         | 惠仲盠父     | 4        |
| 7      | 龚王（共王） | 零白（零伯） | 5        |
| 8      | 懿王         | 零白（零伯） | 5        |
| 9      | 考王（孝王） | 懿仲         | 6        |
| 10     | 王（夷王）   | 懿仲         | 6        |
| 11     | 刺王（厉王） | 龚叔         | 7        |
| 12     | 天子（宣王） | 逨           | 8        |